# Native2ascii
native2ascii je konzolový nástroj, který slouží k převodu kódování do Unicode.
Veškeré znaky, které nejsou v kódování ASCII převede do ASCII tak, že je nahradí escape formou znaku ze znakové sady Unicode, tzn. \uXXXX (kde XXXX je hexadecimální index znaku Unicode).
Nástroj native2ascii se používá např. k převodu resource bundlů (soubory .properties) z národního kódování do kódování ASCII, které je pro .properties soubory povinné. Díky tomu může Java aplikace přečíst a dekódovat .properties soubory bez pochybností o správném kódování, což je nezbytné např. při lokalizaci.
native2ascii je binární spustitelný soubor, který je součástí všech vývojových balíčků Javy (SDK od verze 1.1).
Nachází se v adresáři $JAVA_HOME/bin, kde $JAVA_HOME je cesta k instalačnímu adresáři Javy.

## Interaktivní režim
Pokud spustíme native2ascii bez parametrů, přejde do interaktivního režimu - vyčká na vstup od uživatele a všechny zapsané znaky převádí do Unicode (escape forma).